# Interstate Airlines
Interstate Airlines was een Nederlandse wetleasemaatschappij van 2005 tot en met 2010. De onderneming werd in 2005 opgericht door Roberto Stinga (ex-Air Exel en V Bird) en Nico Hemmer (ex-Farnair en MagicBlue) en begon met opereren in juli 2005.
Toen Stinga en Hemmer een consultantopdracht hadden bij een Duits luchtvaartbedrijf, kregen ze de mogelijkheid een in prima staat verkerende moderne ATR 42-500 over te nemen. Omdat geen van beiden het starten van een lijndienstcarrier zag zitten, besloten ze gezamenlijk een ACMI-onderneming te beginnen: Interstate Airlines. De op Maastricht Aachen Airport gevestigde maatschappij werd volledig gefinancierd “uit eigen middelen met ons eigen spaargeld", verklaarde Roberto Stinga dinsdag 4 oktober 2005.
Interstate Airlines begon met één ATR 42-500 en zette het toestel in voor het Spaanse Regional Wings. Regional Wings was dus de eerste klant van Interstate Airlines.
In oktober 2005 wilde Interstate Airlines uitbreiden met twee Airbus A300's en één Boeing 747-200. Interstate Airlines heeft onderhandeld over de lease van twee Airbus A300B4's en een Boeing 747-200, die vanaf november of december 2005 operationeel zouden moeten zijn. Van wie de toestellen zouden moeten worden geleased was onduidelijk, alhoewel Roberto Stinga naar de Verenigde Staten zou reizen om te onderhandelen over de Boeing 747. Op de vraag waarom juist deze vliegtuigtypen worden gezocht, meldde Stinga dat er bij niet nader genoemde klanten behoefte was aan deze toestellen.
Daarnaast zou mogelijk een tweede ATR 42-500 aan de vloot worden toegevoegd. Deze ATR zou ook worden gevlogen voor Regional Wings.
Sinds juli 2005 beschikte Interstate Airlines over een AOC, een door de Nederlandse luchtvaartautoriteiten verleende vlieglicentie.
Om de toestellen te vliegen is was Interstate op zoek naar 22 piloten. Ook was er behoefte aan overig operationeel personeel.
In oktober 2005 waren er bij de onderneming achttien medewerkers in dienst.
De maatschappij had in november 2007 inmiddels 25 werknemers en verder verwachtte Interstate Airlines de levering van de eerste Lockheed 1011-500 TriStar aan de Nederlandse ACMI-maatschappij Interstate Airlines. Deze levering werd uitgesteld naar de eerste helft van februari 2008. Het toestel onderging bij onderhoudsbedrijf JorAMCo in Amman een grote onderhoudsbeurt nadat de TriStar jarenlang bewegingsloos in de Verenigde Staten in de woestijn heeft gestaan.
Interstate wilde de TriStar in opdracht van andere carriers gaan inzetten op speciale vluchten, bijvoorbeeld om pelgrims naar Mekka te vervoeren of tijdens de drukke periode rond het Chinese Nieuwjaar. Uiteindelijk hoopte Interstate met drie of vier TriStars te gaan vliegen.
In januari 2008 zag Interstate Airlines echter toch af van het in gebruik nemen van een Lockheed TriStar. De onderneming wilde het verkeersvliegtuig de vloot opnemen om vluchten mee uit te voeren in opdracht van derden maar de levering was al vertraagd doordat de onderhoudswerkzaamheden aan het toestel meer tijd in beslag namen dan gepland.
De TriStar die Interstate op het oog had was afkomstig van Delta Air Lines en verliet in 1980 de productiehal. In vergelijking met de destijdse generatie verkeersvliegtuigen, was de TriStar met haar drie technologisch verouderde motoren een behoorlijke brandstofslurper.